# Боримечково
Бориме́чково (болг. Боримечково) — село в Пазарджицькій області Болгарії. Входить до складу общини Лесичово.

## Населення
За даними перепису населення 2011 року у селі проживали 569 осіб.
Національний склад населення села:
| Національність   | Кількість осіб | Відсоток |
| ---------------- | -------------- | -------- |
| цигани           | 264            | 51,5%    |
| болгари          | 128            | 25,0%    |
| турки            | 120            | 23,4%    |
| Всього відповіли | 513            |          |

Розподіл населення за віком у 2011 році:
Динаміка населення: